# Hrútafjöll
Hrútafjöll är en bergskedja i republiken Island. Den ligger i regionen Austurland, 300 km nordost om huvudstaden Reykjavík.